# گلادیس هالت
گلادیس هالت (انگلیسی: Gladys Hulette؛ ‏۲۱ ژوئیهٔ ۱۸۹۶ – ۸ اوت ۱۹۹۱) بازیگر اهل ایالات متحده آمریکا بود.
از فیلم‌هایی که وی در آن نقش داشته است، می‌توان به ماجراهای آلیس در سرزمین عجایب، مطابق سن خود رفتار کن، رومئو و ژولیت، رؤیای شب نیمه تابستان، شاهزاده نیکوتین یا پری دود، و راز خانوادگی اشاره کرد.

## مرگ
گلادیس هالت در ۸ اوت ۱۹۹۱ در سن ۹۵ سالگی در مونتبلو، کالیفرنیا درگذشت.

## نگارخانه

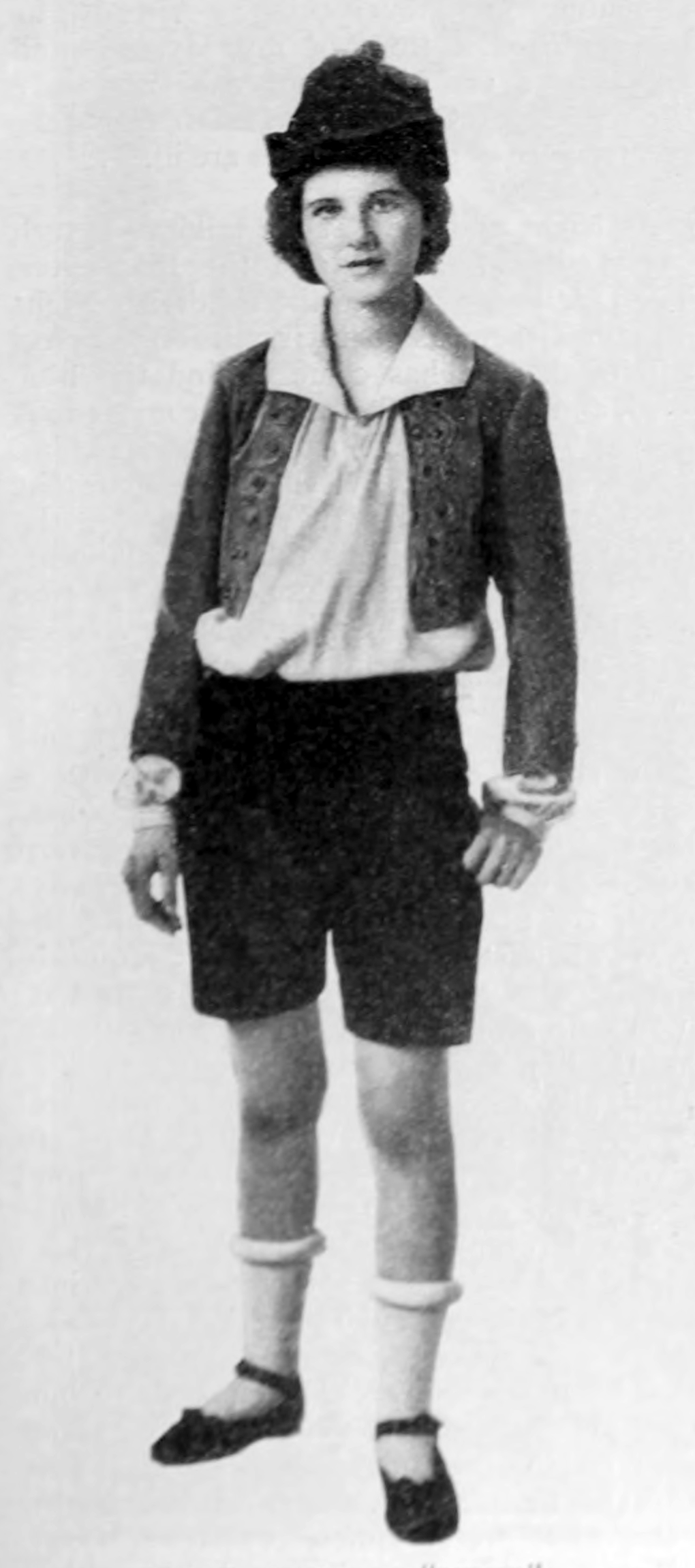
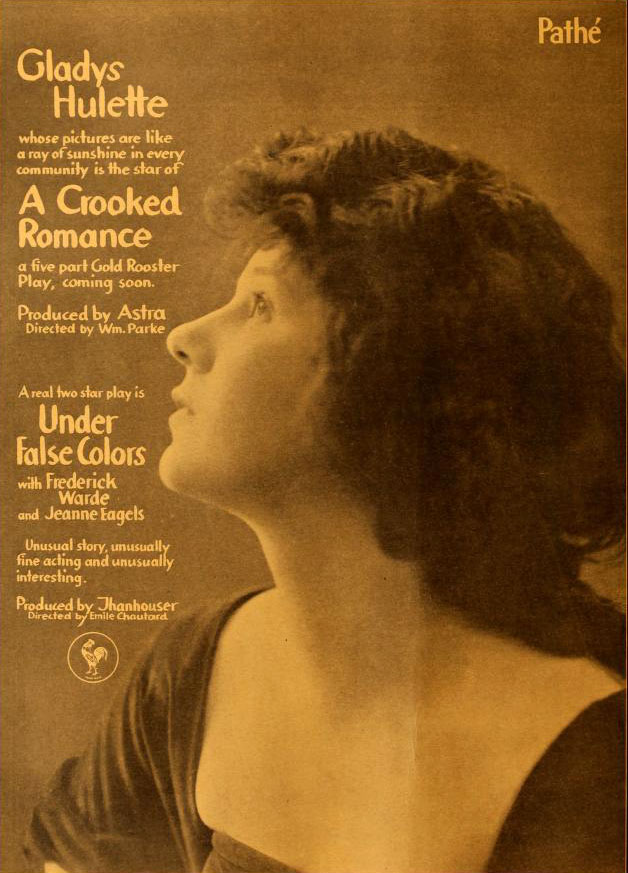
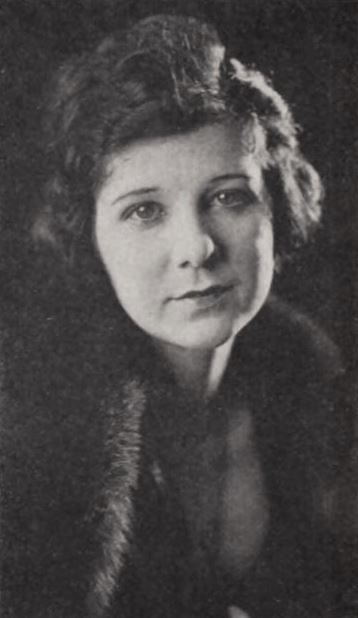
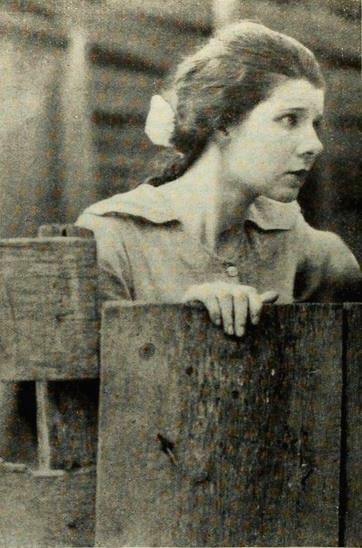